# Cheval de bronze (Capitole)
Le Cheval de bronze du vicolo delle Palme est une statue en bronze de la sculpture grecque classique, découverte à Rome au XIXe siècle et aujourd'hui exposée aux Musées du Capitole.

## Histoire
La sculpture a été trouvée à Rome en 1849, dans une excavation près du Vicolo delle Palme (aujourd'hui allée de l'Athlète), dans le quartier de Trastevere.
Elle a été considérée depuis la découverte comme un original grec et a été datée généralement du Ve ou IVe siècle av. J.-C. Luigi Canina avait supposé que le cheval appartenait au groupe de la Torma d'Alexandre, de Lysippe, dont Pline dit qu'il était placé dans le portique de Metellus (devenu plus tard le portique d'Octavie). Plus récemment, il a été attribué au sculpteur athénien Egia, le maître de Phidias, dont on connait la présence à Rome d'un groupe avec les Dioscures, situé dans le temple de Jupiter Tonnant.
Le cheval a été restauré et de nouveau exposé aux Musées du Capitole en 2007.

## Description
Sur le dos du cheval se trouve une ouverture qui était destinée à accueillir la figure du cavalier ; la figure d'origine a probablement été remplacée par une autre au milieu du Ier siècle av. J.-C. Les yeux ont été effectués à partir d'éléments, probablement de la pâte de verre, insérés dans la cavité de l'orbite.
Le cheval est représenté au moment précédant son départ au galop, retenu par les rênes tirés par le cavalier. La patte avant gauche est tendue vers l'avant et celle de droite est soulevée.